# Tachiniscinae
Tachiniscinae zijn een onderfamilie van insecten uit de orde vliegen en muggen of tweevleugeligen (Diptera).

## Taxonomie
De volgende taxa zijn bij de onderfamilie ingedeeld:
- Tribus Ortalotrypetini
  - Geslacht Agnitrena Korneyev in Korneyev & Norrbom, 2006
    - Agnitrena igniceps Korneyev in Korneyev & Norrbom, 2006

  - Geslacht Cyaforma Wang, 1989
    - Cyaforma macula (Wang, 1988)
    - Cyaforma shenonica Wang, 1989
    - Cyaforma tonkinensis (Zia, 1955)

  - Geslacht Ischyropteron Bigot, 1889
    - Ischyropteron nigricaudatum Bigot, 1889

  - Geslacht Neortalotrypeta Norrbom, 1994
    - Neortalotrypeta bicolor Norrbom, 1994

  - Geslacht Ortalotrypeta Hendel, 1927
    - Ortalotrypeta gansuica
    - Ortalotrypeta gigas
    - Ortalotrypeta idana
    - Ortalotrypeta idanina
    - Ortalotrypeta isshikii
    - Ortalotrypeta macula
    - Ortalotrypeta singula
    - Ortalotrypeta tibeta
    - Ortalotrypeta tonkinensis
    - Ortalotrypeta trypetoides
    - Ortalotrypeta ziae

  - Geslacht Protortalotrypeta Norrbom, 1994
    - Protortalotrypeta grimaldii Norrbom, 1994
- Tribus Tachiniscini
  - Geslacht Aliasutra Korneyev, 2012
    - Aliasutra australica Korneyev, 2012

  - Geslacht 'Bibundia Bischoff, 1903
    - Bibundia fenestrata	(Guenberg, 1906)
    - Bibundia hermanni Bischoff, 1903

  - Geslacht Tachinisca Kertész, 1903
    - Tachinisca cyaneiventris Kertész, 1903

  - Geslacht Tachiniscidia Malloch, 1931
    - Tachiniscidia africana Malloch, 1931